# Rütli
Rütli (Łąka Rütli; niem. Rütli-Wiese, fr. la prairie du Grutli) – łąka w miejscowości Seelisberg w kantonie Uri w Szwajcarii, uważana za miejsce założenia Konfederacji.
W rzeczywistości jest to rozległa (powierzchnia 62 230 metrów kwadratowych) polana, usytuowana na wysokości ok. 470–500 m n.p.m., na wypłaszczeniu stromego, zalesionego zbocza górskiego, opadającego w kierunku wschodnim ku tafli położonego kilkadziesiąt metrów niżej jeziora Urner (najbardziej na południowy wschód wysunięta część Jeziora Czterech Kantonów). Dostępna jest praktycznie jedynie pieszo, z położonego ok. 300 m wyżej Seelisberg lub z położonej kilkadziesiąt metrów niżej przystani Rütli, obsługiwanej przez pływające po jeziorze statki.

## Historia
Według legendy 1 sierpnia 1291 roku przedstawiciele trzech tzw. „leśnych” kantonów (Uri, Schwyz i Unterwalden) spotkali się na tej polanie i zawarli wieczysty pakt o współpracy i wzajemnej pomocy. Jego głównym celem było wówczas działanie przeciwko opanowaniu ich ziem przez Habsburgów. Pakt ten uznawany jest dziś za moment narodzin Konfederacji Szwajcarskiej. Jego tekst jest przechowywany w Schwyz, a dzień 1 sierpnia jest obecnie w Szwajcarii świętem państwowym.
Z czasem Rütli stało się „narodowym sanktuarium” Szwajcarii. W 1859 roku zaplanowano tu zorganizowanie 100. urodzin Friedricha Schillera, który w dramacie w Wilhelm Tell opisał scenę zawarcia paktu. Rok wcześniej Schweizerische Gemeinnützige Gesellschaft (SGG) wezwało do zbierania pieniędzy na wykupienie łąki, aby uchronić ją przed zabudową. Jako powód podano, że planowana jest tam budowa hotelu. W rzeczywistości najemcy planowali rozbudowę gospody w związku ze wzrostem liczby turystów oraz budowę mieszkania dla syna dzierżawcy, Michaela Truttmanna. Pieniądze udało się zebrać szybko i łąkę zakupiono za 55 000 franków. W podziękowaniu za udział w kampanii zbierania funduszy rozdano uczniom 250 000 sztuk stalorytu z romantycznym widokiem Rütli. W 1860 roku teren przekazano państwu z zastrzeżeniem, że nie zostanie on zabudowany. Na Rütli spotykano się w sytuacji zagrożenia państwowości Szwajcarii.

### Rütlirapport
2 września 1939 roku, w sytuacji wybuchu II wojny światowej, w Szwajcarii przeprowadzono powszechną mobilizację. Dowództwo nad 400-tysięczną armią objął generał Guisan. 25 lipca 1940 roku zebrał on na Rütli 500 oficerów, aby przedstawić im ideę Réduit (Reduty Narodowej). Powiedział podczas spotkania: „Będziemy walczyć do ostatniego naboju, a gdy tych zabraknie – bagnetami. Nie poddamy się. Będziemy walczyć do ostatniej kropli krwi”. Reduta Narodowa to system fortyfikacji broniących centralną część Szwajcarii. Większość wojsk w przypadku inwazji niemiecko-włoskiej miała wycofać się w góry i tam walczyć. Żołnierze wojsk granicznych mieli prowadzić działania opóźniające polegające na niszczeniu mostów, tuneli, wiaduktów itd.

## Upamiętnienie
Od 1860 roku na Rütli odbywa się tradycyjne strzelanie w środę przed św. Marcinem, a od 1891 roku odbywają się tutaj 1 sierpnia oficjalne uroczystości z okazji święta państwowego Konfederacji Szwajcarskiej. Od 1991 roku na Rütli zaczyna się szlak turystyczny Weg der Schweiz, który powstał z okazji 700-lecia Szwajcarii.